# Bühl (Tübingen)
Bühl is een plaats (stadsdeel) in de Duitse gemeente Tübingen, deelstaat Baden-Württemberg, en telt 2218 inwoners (2007).